# Biemna dautzenbergi
Biemna dautzenbergi är en svampdjursart som beskrevs av Topsent 1892. Biemna dautzenbergi ingår i släktet Biemna och familjen Desmacellidae. Inga underarter finns listade i Catalogue of Life.